# Morville (Vosges)
Morville ist eine französische Gemeinde im Département Vosges in der Region Grand Est (vor 2016: Lothringen). Sie gehört zum Kanton Vittel im Arrondissement Neufchâteau. Sie grenzt im Norden an Hagnéville-et-Roncourt, im Osten an Bulgnéville, im Süden an Vaudoncourt und im Westen an Malaincourt.

## Bevölkerungsentwicklung
| Jahr      | 1962 | 1968 | 1975 | 1982 | 1990 | 1999 | 2008 | 2019 |
| --------- | ---- | ---- | ---- | ---- | ---- | ---- | ---- | ---- |
| Einwohner | 48   | 51   | 45   | 51   | 37   | 60   | 62   | 48   |

## Sehenswürdigkeiten

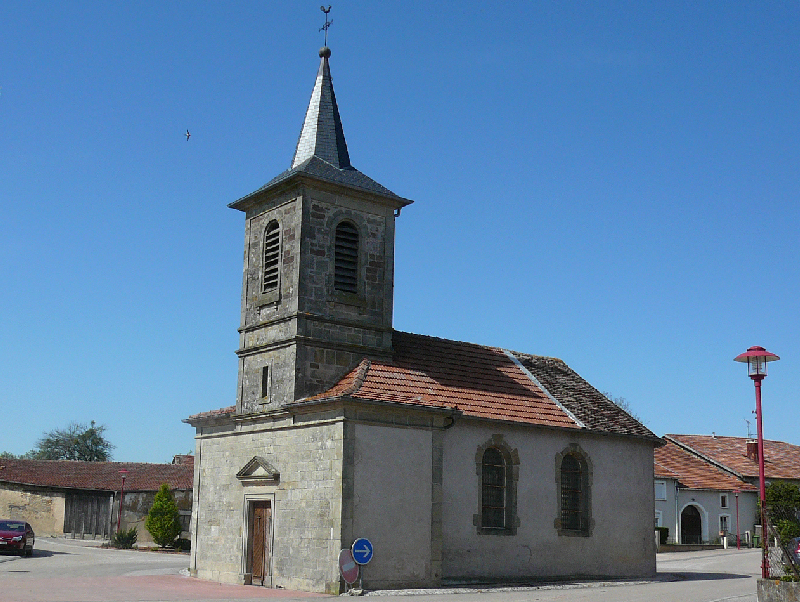
Kirche Saint-Jean-Baptiste

- Kirche Saint-Jean-Baptiste